# Militaire rechtbank

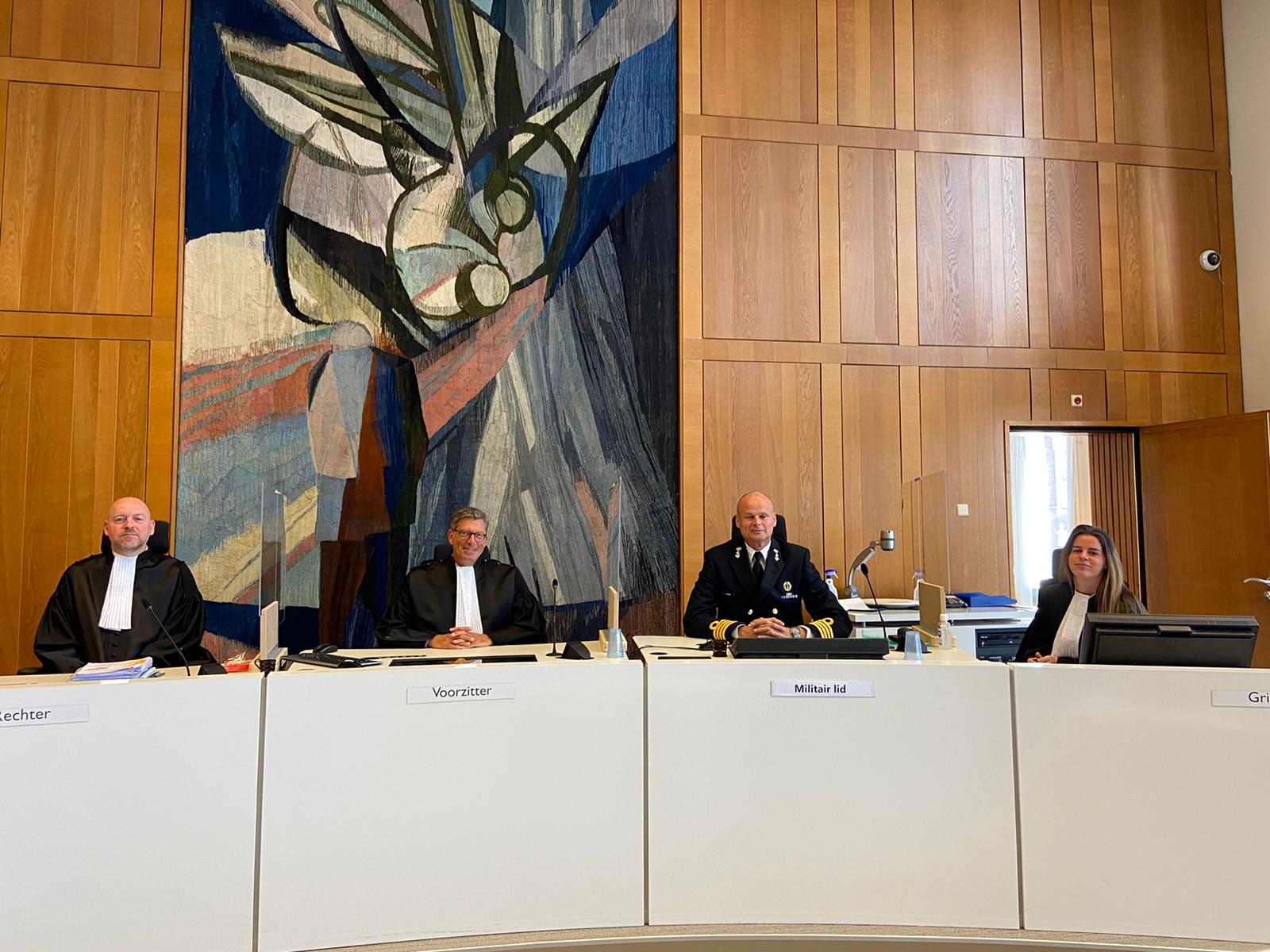
meervoudige militaire kamer, Arnhem

Een militaire rechtbank (ook wel krijgsraad genoemd) behandelt rechtszaken tegen militairen op grond van de Wet militair tuchtrecht en de Wet militair strafrecht en in oorlogssituaties ook op grond van het internationaal oorlogsrecht.

## Krijgsgevangenen
Krijgsgevangenen worden op grond van artikel 84 van de Derde Geneefse Conventie berecht door een militaire rechtbank, tenzij de wetten van het houdende land expliciet toestaan dat berechting plaatsvindt door een civiele rechtbank.
In sommige situaties worden echter speciale tribunalen opgericht, zoals het Internationaal Militair Tribunaal in Neurenberg na de Tweede Wereldoorlog, de temporaire krijgsraden in Nederlands-Indië, het Joegoslavië-tribunaal in Den Haag en het Rwanda-tribunaal in Tanzania.
Nederland bezat van 1814 tot 1991 een krijgsraad, hetgeen de benaming vormde voor de rechters (een president en twee officieren) die zaken binnen het militair strafrecht in eerste aanleg behandelden en werden ingesteld door de Kroon.
Zaken van de landmacht en luchtmacht werden behandeld in aparte arrondissementsrechtbanken en zaken rond de marine in de permanente krijgsraad voor de zeemacht in Den Haag. In 1965 werd een aantal wijzigingen doorgevoerd: De mogelijkheid tot instelling van een Mobiele Krijgsraad (land- en luchtmacht) of vlootkrijgsraad (marine) in het geval van bijzondere omstandigheden (zoals in tijd van oorlog); de instelling van twee permanente krijgsraden voor de marine in Den Haag en Willemstad (Curaçao) en voor de land- en luchtmacht (apart) in 's-Hertogenbosch en Paramaribo (tot de Surinaamse onafhankelijkheid). In 1971 werden de krijgsraden van land- en luchtmacht samengevoegd onder een arrondissement in Arnhem.
Het Openbaar Ministerie werd destijds vertegenwoordigd door een auditeur-militair (land- en luchtmacht) of een fiscaal (marine). Voor de president en de vertegenwoordiger van het Openbaar Ministerie gold dat ze in vredestijd burgerjuristen waren en in oorlogstijd daarnaast officier.
In 1991 werd het Hoog Militair Gerechtshof opgeheven en werden alle militaire strafrechtfuncties van de marine, alsook de Marechaussee (sinds 1991 apart onderdeel van de Nederlandse krijgsmacht) in het kader van de Wet militaire strafrechtspraak overgedaan aan de Rechtbank Arnhem, die sinds dat jaar over de Militaire Kamer beschikt, een meervoudige kamer die gevolmachtigd is om militaire misdrijven te behandelen en bestaat uit een lid van defensie en twee leden van de rechterlijke macht die ook zitting kunnen hebben in reguliere kamers van de rechtbank. Deze Militaire Kamer houdt zich in meervoudige samenstelling vooral bezig met complexe strafzaken waarvan militairen worden verdacht. Ook behandelt de meervoudige militaire kamer, in hoogste instantie, de beroepen in militaire tuchtzaken op grond van de Wet militair tuchtrecht. De Militaire Kamer kan ook enkelvoudig optreden, dat wil zeggen dat de zaak wordt behandeld door één rechter in plaats van drie. Die ene rechter is een burgerrechter en zit dus in toga, maar fungeert als militaire rechter. Die rechter wordt 'militaire kantonrechter' genoemd bij de behandeling van overtredingen, begaan door militairen. En die rechter wordt 'militaire politierechter' genoemd bij minder complexe misdrijven waarvan militairen worden verdacht.

## België
In België zijn de militaire rechtscolleges afgeschaft in vredestijd door artikel 157, al. 1, van de Grondwet. In oorlogstijd bestaat de krijgsraad uit een Nederlandstalige, een Franstalige en een Duitstalige kamer.
Een kamer bestaat dan uit een rechter (voorzitter), een magistraat uit de rechtbank van eerste aanleg (burgerlijk lid), een hoofdofficier en een lagere officier die minimaal de graad van kapitein bezit (militaire leden). Het openbaar ministerie wordt vertegenwoordigd door de krijgsauditeur. Op de terechtzitting is dan ook een griffier aanwezig. De samenstelling kan gewijzigd worden naargelang de rang van de terechtstaande militair(en).
Hogere officieren verschijnen niet voor de krijgsraad maar voor het Krijgshof. De officieren die in de krijgsraad of het Krijgshof zetelen, genieten de waardigheid van magistraat en zijn dan door het beroepsgeheim gebonden. Tegen de vonnissen van de krijgsraad kan hoger beroep ingesteld worden bij het Krijgshof.
De militairen verschijnen in vredestijd voor gewone burgerrechtbanken.
De samenstelling en de inrichting van de militaire rechtscolleges in oorlogstijd wordt in België thans geregeld door de wet van 10 april 2003 tot regeling van de afschaffing van de militaire rechtscolleges in vredestijd alsmede van het behoud ervan in oorlogstijd.

## Suriname

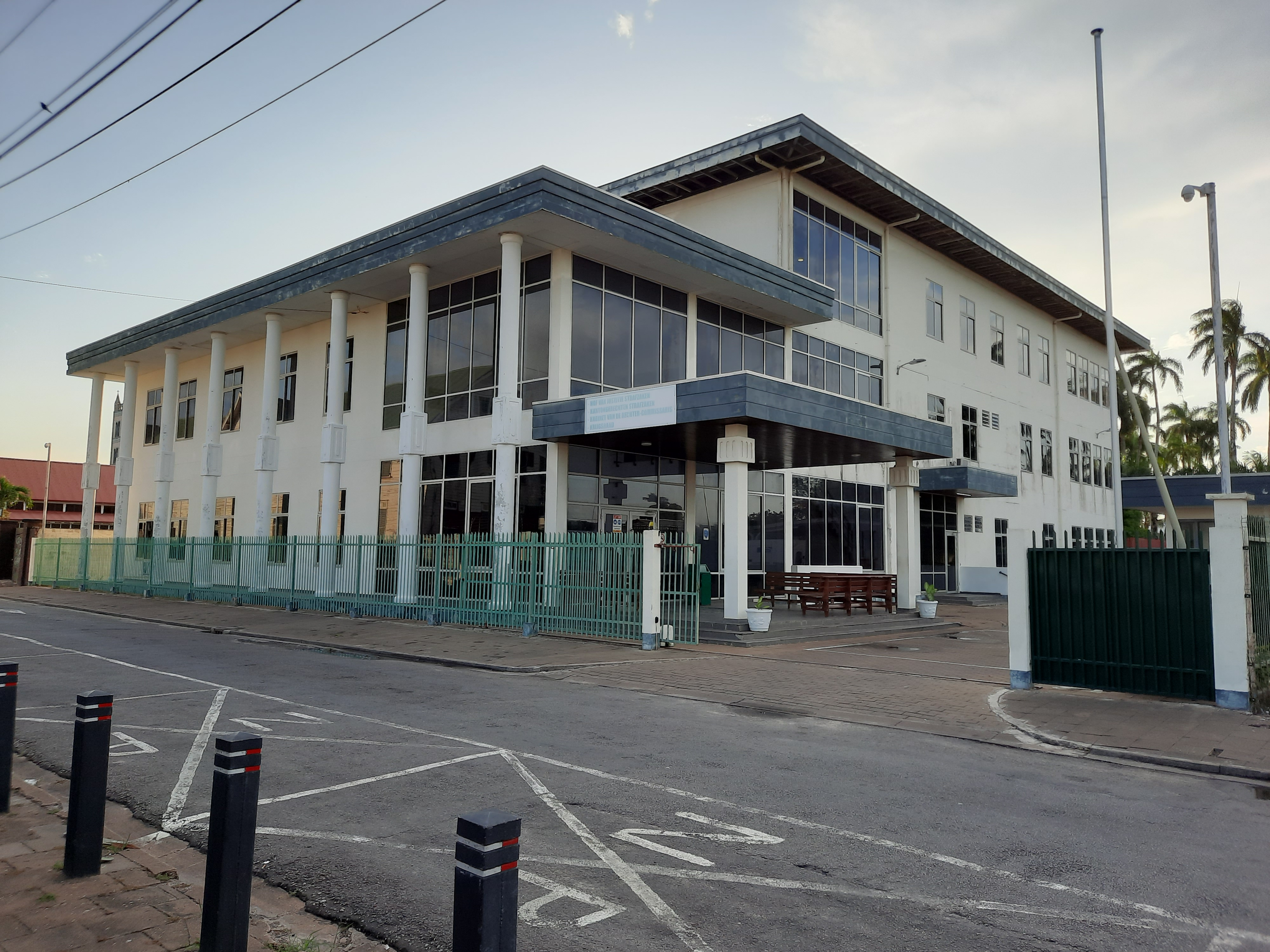
Gebouw met o.a. de Krijgsraad

Suriname heeft sinds de onafhankelijkheid (1975) óf het militaire regime onder leiding van Desi Bouterse (1980-1987) een Krijgsraad. Deze is in de 21e eeuw nog steeds in werking en veroordeelde dezelfde Bouterse en vier andere militairen op 20 december 2023 vanwege hun rol in de Decembermoorden. De Krijgsraad in Suriname is gevestigd aan de Mgr. Wulfinghstraat 5 in Paramaribo.